# Castra exempta
I Castra exempta sono un elenco dei castelli demaniali del Regno di Sicilia che l'imperatore Federico II, con Decreto Imperiale del 5 ottobre 1239 emanato a Milano, ritenne di gestire direttamente dalla propria Curia.

## Storia
Durante il regno federiciano, fu avviato un censimento dei castelli e con il decreto Statutum de reparatione castrorum (1231-1240) venne imposta la loro ristrutturazione e manutenzione a carico dei cittadini. Quasi contemporaneamente, col decreto del 1239, Federico individuava tra gli oltre 250 castelli, una ottantina particolarmente importanti per il controllo del territorio che, pertanto, determinò che dovessero essere definiti demaniali (exempta), ovvero dipendere direttamente dall'imperatore; inoltre istituiva i Provisores castrorum, una sorta di ispettori imperiali che avevano il compito di visitare regolarmente i castelli della propria giurisdizione, redigere un rapporto sulle loro condizioni, rifornire i castelli di armi e vettovaglie e quindi provvedere alla loro manutenzione e al pagamento dei militari. La nomina dei castellani rimaneva prerogativa regia.
I provvedimenti del 1239 furono di notevole portata, se consideriamo che furono preceduti nel settembre di quell'anno da nuove nomine di tutti i giustizieri, i provisores e i castellani del Regno. I Provisores erano solo cinque, avendo Federico accorpato gli undici Giustizierati del Regno in sole cinque circoscrizioni più ampie:
- Aprucii: Giovanni di Capua
- Terre Laboris, comitatus Molisii, Principatus et Terre Beneventane: Guglielmo di Suessa
- Capitinate, Basilicate, Terre Bari et Terre Ydronti: Guidone del Vasto
- Sicilie citra flumen Salsum et totius Calabrie usque ad portam Roseti: Bulcano di Napoli
- Sicilie ultra flumen Salsum: Guerrero de Franco

Nell'elenco che Federico, con la collaborazione di Pier della Vigna, stilò nel 1239 non compaiono i palazzi e le residenze di caccia e svago (domus solaciorum) di pertinenza comunque regia e soprattutto alcuni castelli federiciani molto noti (e sicuramente sotto il controllo della Curia) che però all'epoca non erano ancora stati costruiti o ultimati (il castello Ursino di Catania, Castel del Monte, il castello di Lucera e altri).

## Elenco completo deiCastra exemptadi Federico II
| Giustizierati                                                         | località              | nome attuale                         | castello                            |
| --------------------------------------------------------------------- | --------------------- | ------------------------------------ | ----------------------------------- |
| Aprucii                                                               | Civitella             | Civitella del Tronto                 |                                     |
| Aprucii                                                               | Arquata               | Arquata del Tronto                   |                                     |
| Aprucii                                                               | Bertona               | Bertona di Penne                     |                                     |
| Aprucii                                                               | Leporanica            | San Nicandro di Sulmona              |                                     |
| Aprucii                                                               | Introducum            | Antrodoco                            |                                     |
| Aprucii                                                               | Palearia              | Pagliare di Tagliacozzo              |                                     |
| Aprucii                                                               | Lullanum              | Lugnano di Ville Troiana, oggi Rieti |                                     |
| Aprucii                                                               | Ovinulum              | Ovindoli                             |                                     |
| Terre Laboris, comitatus Molisii, Principatus et Terre Beneventane    | Sorella               | Sora                                 |                                     |
| Terre Laboris, comitatus Molisii, Principatus et Terre Beneventane    | Rocca Arcis           | Rocca d'Arce                         |                                     |
| Terre Laboris, comitatus Molisii, Principatus et Terre Beneventane    | castrum Cerii         | Castrocielo                          |                                     |
| Terre Laboris, comitatus Molisii, Principatus et Terre Beneventane    | rocca Bujani          | Boiano                               |                                     |
| Terre Laboris, comitatus Molisii, Principatus et Terre Beneventane    | Rocca Guillelmi       | Roccaguglielma                       |                                     |
| Terre Laboris, comitatus Molisii, Principatus et Terre Beneventane    | Mons Casinus          | Cassino                              |                                     |
| Terre Laboris, comitatus Molisii, Principatus et Terre Beneventane    | Rocca Janula          | Cassino                              | Rocca Janula                        |
| Terre Laboris, comitatus Molisii, Principatus et Terre Beneventane    | Rocca Bantre          | Rocca d'Evandro                      |                                     |
| Terre Laboris, comitatus Molisii, Principatus et Terre Beneventane    | Monticellum           | Monticelli Terracina                 |                                     |
| Terre Laboris, comitatus Molisii, Principatus et Terre Beneventane    | Sugium                | Suio                                 |                                     |
| Terre Laboris, comitatus Molisii, Principatus et Terre Beneventane    | Rocca montis Draconis | Mondragone                           |                                     |
| Terre Laboris, comitatus Molisii, Principatus et Terre Beneventane    | Capua                 | Capua                                |                                     |
| Terre Laboris, comitatus Molisii, Principatus et Terre Beneventane    | Aversa                | Aversa                               |                                     |
| Terre Laboris, comitatus Molisii, Principatus et Terre Beneventane    | Neapolis              | Napoli                               | Castel Capuano                      |
| Terre Laboris, comitatus Molisii, Principatus et Terre Beneventane    | Salvator ad mare      | Napoli                               | Castel dell'Ovo                     |
| Terre Laboris, comitatus Molisii, Principatus et Terre Beneventane    | Summa                 | Somma Vesuviana                      |                                     |
| Terre Laboris, comitatus Molisii, Principatus et Terre Beneventane    | Turris major          | Salerno                              | Castello di Arechi                  |
| Terre Laboris, comitatus Molisii, Principatus et Terre Beneventane    | Tramontum             | Tramonti                             |                                     |
| Terre Laboris, comitatus Molisii, Principatus et Terre Beneventane    | Pugerola              | Pogerola di Amalfi                   |                                     |
| Terre Laboris, comitatus Molisii, Principatus et Terre Beneventane    | Rocca Pimontis        | Roccapiemonte                        |                                     |
| Terre Laboris, comitatus Molisii, Principatus et Terre Beneventane    | Gifonum               | Giffoni                              |                                     |
| Terre Laboris, comitatus Molisii, Principatus et Terre Beneventane    | Olibanum              | Olevano sul Tusciano                 |                                     |
| Terre Laboris, comitatus Molisii, Principatus et Terre Beneventane    | Petrasturmula         | Pietrastornina                       |                                     |
| Terre Laboris, comitatus Molisii, Principatus et Terre Beneventane    | Campania              | Campagna                             | Castello Gerione                    |
| Terre Laboris, comitatus Molisii, Principatus et Terre Beneventane    | Capatium              | Capaccio                             |                                     |
| Terre Laboris, comitatus Molisii, Principatus et Terre Beneventane    | Rocca Gloriosa        | Roccagloriosa                        |                                     |
| Terre Laboris, comitatus Molisii, Principatus et Terre Beneventane    | Sarnum                | Sarno                                |                                     |
| Terre Laboris, comitatus Molisii, Principatus et Terre Beneventane    | Sala                  | Sala Consilina                       |                                     |
| Terre Laboris, comitatus Molisii, Principatus et Terre Beneventane    | Caiatia               | Caiazzo                              |                                     |
| Capitinate, Basilicate, Terre Bari et Terre Ydronti                   | (lacuna)              | forse Bovino ?                       |                                     |
| Capitinate, Basilicate, Terre Bari et Terre Ydronti                   | (lacuna)              | forse Matera ?                       |                                     |
| Capitinate, Basilicate, Terre Bari et Terre Ydronti                   | (lacuna)              | forse Acerenza ?                     |                                     |
| Capitinate, Basilicate, Terre Bari et Terre Ydronti                   | Melfia                | Melfi                                | Castello di Melfi                   |
| Capitinate, Basilicate, Terre Bari et Terre Ydronti                   | Rocca Sancte Agathe   | Sant'Agata di Puglia                 |                                     |
| Capitinate, Basilicate, Terre Bari et Terre Ydronti                   | Canusium              | Canosa di Puglia                     |                                     |
| Capitinate, Basilicate, Terre Bari et Terre Ydronti                   | Barolum               | Barletta                             | Castello di Barletta                |
| Capitinate, Basilicate, Terre Bari et Terre Ydronti                   | Castrum Paganum       | Apricena                             | Castelpagano                        |
| Capitinate, Basilicate, Terre Bari et Terre Ydronti                   | Mons Sancti Angeli    | Monte Sant'Angelo                    | Castello di Monte Sant'Angelo       |
| Capitinate, Basilicate, Terre Bari et Terre Ydronti                   | Tranum                | Trani                                | Castello svevo di Trani             |
| Capitinate, Basilicate, Terre Bari et Terre Ydronti                   | Barium                | Bari                                 | Castello di Bari                    |
| Capitinate, Basilicate, Terre Bari et Terre Ydronti                   | Brundusium            | Brindisi                             | Castello svevo di Brindisi          |
| Capitinate, Basilicate, Terre Bari et Terre Ydronti                   | Tarentum              | Taranto                              | Castello di Taranto                 |
| Capitinate, Basilicate, Terre Bari et Terre Ydronti                   | Ostunum               | Ostuni                               |                                     |
| Capitinate, Basilicate, Terre Bari et Terre Ydronti                   | Oyra                  | Oria                                 | Castello di Oria                    |
| Capitinate, Basilicate, Terre Bari et Terre Ydronti                   | Sanctus Felix         | San Fele                             |                                     |
| Capitinate, Basilicate, Terre Bari et Terre Ydronti                   | Gravina               | Gravina di Puglia                    | Castello di Gravina                 |
| Sicilie citra flumen Salsum et totius Calabrie usque ad portam Roseti | Agellum               | Aiello Calabro                       |                                     |
| Sicilie citra flumen Salsum et totius Calabrie usque ad portam Roseti | Neocastrum            | Nicastro                             | Castello normanno-svevo di Nicastro |
| Sicilie citra flumen Salsum et totius Calabrie usque ad portam Roseti | Cutronum              | Crotone                              | Castello di Carlo V                 |
| Sicilie citra flumen Salsum et totius Calabrie usque ad portam Roseti | Stilum                | Stilo                                |                                     |
| Sicilie citra flumen Salsum et totius Calabrie usque ad portam Roseti | Squillacium           | Squillace                            |                                     |
| Sicilie citra flumen Salsum et totius Calabrie usque ad portam Roseti | Bubalinum             | Bovalino                             |                                     |
| Sicilie citra flumen Salsum et totius Calabrie usque ad portam Roseti | Re(gium)              | Reggio Calabria                      |                                     |
| Sicilie citra flumen Salsum et totius Calabrie usque ad portam Roseti | Amigdalia             | Amendolea                            |                                     |
| Sicilie citra flumen Salsum et totius Calabrie usque ad portam Roseti | Messana               | Messina                              |                                     |
| Sicilie citra flumen Salsum et totius Calabrie usque ad portam Roseti | Tarimenium            | Taormina                             |                                     |
| Sicilie citra flumen Salsum et totius Calabrie usque ad portam Roseti | Calatageronum         | Caltagirone                          |                                     |
| Sicilie citra flumen Salsum et totius Calabrie usque ad portam Roseti | Iacium                | Aci Castello                         |                                     |
| Sicilie citra flumen Salsum et totius Calabrie usque ad portam Roseti | Syracusia             | Siracusa                             | Castello Maniace                    |
| Sicilie citra flumen Salsum et totius Calabrie usque ad portam Roseti | Palmerium             | (?)                                  |                                     |
| Sicilie citra flumen Salsum et totius Calabrie usque ad portam Roseti | Castrum Johannis      | Enna                                 | Castello di Lombardia               |
| Sicilie citra flumen Salsum et totius Calabrie usque ad portam Roseti | Nicosia               | Nicosia                              |                                     |
| Sicilie citra flumen Salsum et totius Calabrie usque ad portam Roseti | Melacium              | Milazzo                              | Castello di Milazzo                 |
| Sicilie citra flumen Salsum et totius Calabrie usque ad portam Roseti | Monsfortis            | Monforte San Giorgio                 |                                     |
| Sicilie citra flumen Salsum et totius Calabrie usque ad portam Roseti | Ramecta               | Rometta                              |                                     |
| Sicilie citra flumen Salsum et totius Calabrie usque ad portam Roseti | Scalecta              | Scaletta Zanclea                     |                                     |
| Sicilie citra flumen Salsum et totius Calabrie usque ad portam Roseti | Sperlinga             | Sperlinga                            |                                     |
| Sicilie citra flumen Salsum et totius Calabrie usque ad portam Roseti | Mistrecta             | Mistretta                            |                                     |
| Sicilie citra flumen Salsum et totius Calabrie usque ad portam Roseti | Sanctus Philatellus   | San Fratello                         |                                     |
| Sicilie ultra flumen Salsum                                           | Panormum              | Palermo                              | Palazzo dei Normanni                |
| Sicilie ultra flumen Salsum                                           | Terminium             | Termini Imerese                      |                                     |
| Sicilie ultra flumen Salsum                                           | Calataphim            | Calatafimi                           | castello Eufemio                    |
| Sicilie ultra flumen Salsum                                           | Calatamaurum          | Contessa Entellina                   | Rocca d'Entella                     |
| Sicilie ultra flumen Salsum                                           | Bellumreparum         | Campobello di Mazara                 | Rocca di Birribaida                 |
| Sicilie ultra flumen Salsum                                           | Licata                | Licata                               |                                     |
| Sicilie ultra flumen Salsum                                           | Bellumvidere          | Castelvetrano                        | Palazzo Pignatelli                  |